# Janatha Vimukthi Peramuna

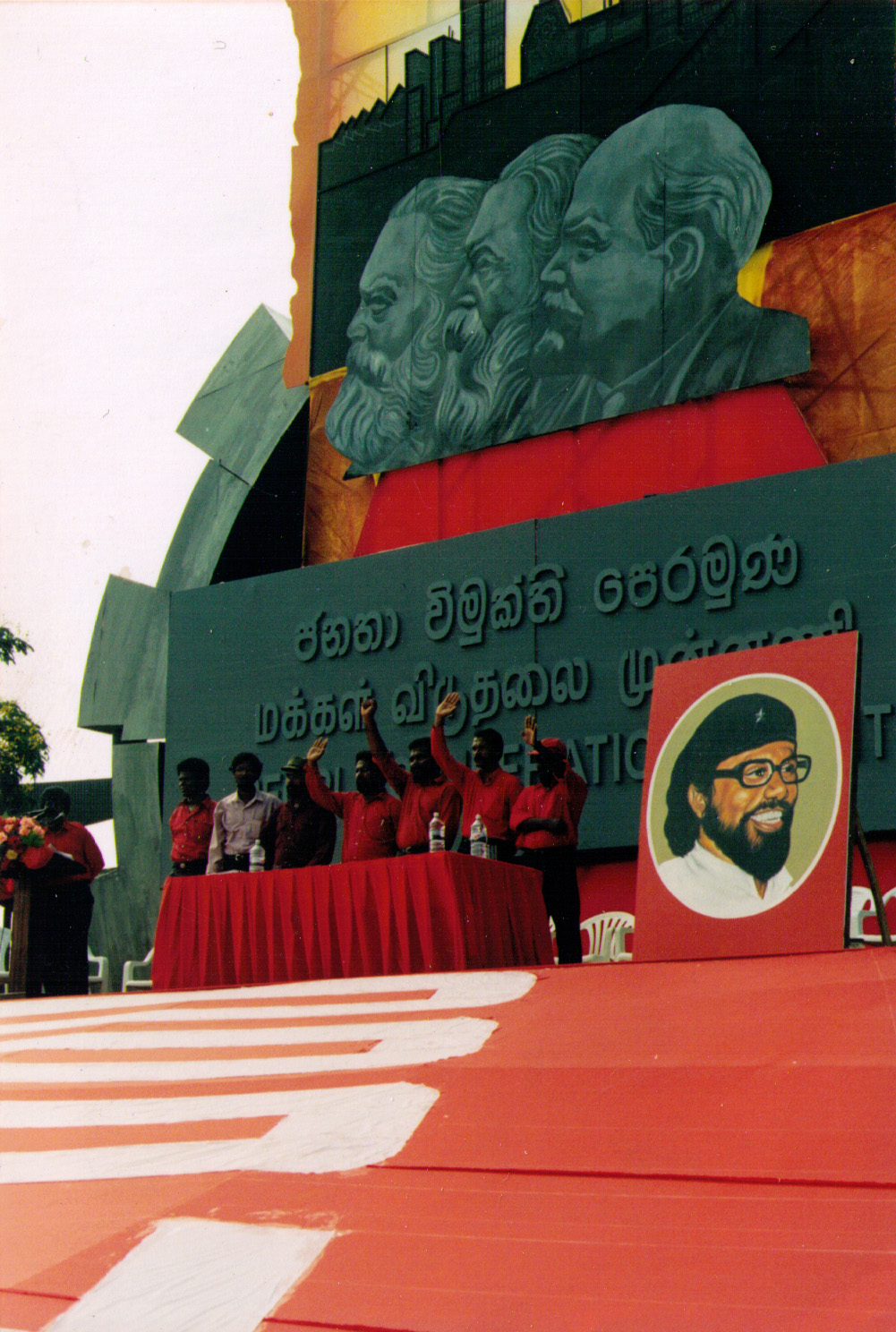
JVP-ledningen vid firande av första maj i Colombo 1999. Porträttet till höger i bild föreställer Rohana Wijeweera.

Janatha Vimukhti Peramuna, (Folkets befrielsefront), JVP, ett marxistiskt politiskt parti i Sri Lanka. Partiet har vid två tillfällen (1971 samt 1987-89) försökt att genomföra revolution i Sri Lanka. Vid båda tillfällen slogs upproren ned av militär, med tiotusentals dödsoffer som resultat. Partiets grundare Rohana Wijeweera dödades i polisförvar 1989.
Efter att JVP:s andra uppror slagits ned tog det lång tid innan partiet kom tillbaka som en politisk kraft. Under 2000-talet har partiet återtagit sin framträdande roll i den lankesiska rikspolitiken, och efter valet 2004 blev partiet det näst största i den styrande alliansen UPFA. JVP lämnade dock UPFA i april 2005 i protest mot regeringens avtal med den tamilska gerillan LTTE om hjälp till de tsunamidrabbade områdena i landets norra och östra delar. JVP fortsätter dock att ge externt stöd till regeringen.
JVP har sedan andra hälften av 80-talet i allt högre grad använt sig av nationalistisk retorik för att locka anhängare, och partiet har under 2000-talet intagit rollen som ett styvnackat nationalistiskt parti som kritiserar alla försök att förhandla med LTTE.
Partiet är även kritiskt till det avtal om vapenvila mellan regeringen och den tamilska gerillan LTTE som ingicks 2002. JVP motsätter sig generellt en federal lösning på konflikten, och är kategoriskt mot att ett tamilskt självstyre upprättas under LTTE:s kontroll. JVP motsätter sig argumentationen från de tamilska nationaliströrelserna angående att de norra och östra delarna av landet utgör ett 'tamilsk historiskt hemland'. Det är också motståndare till Norges roll som medlare i konflikten.
JVP kräver att gerillan avväpnas innan fredsförhandlingar återupptas. Partiets krav har till stor del accepterats av presidenten Mahinda Rajapakse i utbyte mot JVP:s stöd i presidentvalet.
Partiet har sitt starkaste stöd från de södra delarna av landet.
JVP:s nuvarande ledare är Somawansa Amarasinghe, den ende medlemmen av JVP:s gamla partiledning som överlevde massakrerna 1988-1989.